# قطب (آنالیز مختلط)
در آنالیز مختلط، یک قطب (به انگلیسی: pole) از یک تابع هولومورفیک نوعی از نقطه تکین ساده‌است که مانند تکین 1/{\displaystyle z}{\displaystyle n} در {\displaystyle z} = 0 رفتار می‌کند. یک قطب تابع {\displaystyle f}({\displaystyle z}) نقطهٔ {\displaystyle z=a} است که اگر {\displaystyle z} به {\displaystyle a} میل کند، {\displaystyle f(z)}  به بینهایت میل می‌کند.
فرض کنید {\displaystyle U} یک زیر مجموعه‌ی باز از صفحهٔ مختلط باشد، {\displaystyle a} یک عضو {\displaystyle U} باشد و {\displaystyle f} : {\displaystyle U} − {{\displaystyle a}} → {\displaystyle \mathbb {C} } هولومورفیک باشد. اگر تابع هولومورفیک {\displaystyle g} : {\displaystyle U} → {\displaystyle \mathbb {C} } و عدد طبیعی {\displaystyle n} وجود داشته باشند که
{\displaystyle f(z)={\frac {g(z)}{(z-a)^{n}}}}
برای هر {\displaystyle z} در {\displaystyle U} − {{\displaystyle a}} آنگاه {\displaystyle a} یک قطب {\displaystyle f} نامیده می‌شود. اگر {\displaystyle n} تا حد امکان کوچک انتخاب شود، آنگاه به آن مرتبهٔ قطب می‌گویند. یک قطب از مرتبهٔ یک، قطب ساده نامیده می‌شود.
به طور هم ارز، {\displaystyle a} یک قطب تابع {\displaystyle f} از مرتبهٔ {\displaystyle n}≥ 0 است اگر که یک همسایگی باز {\displaystyle U} از {\displaystyle a} وجود داشته باشد به طوری که
{\displaystyle f} : {\displaystyle U}-{{\displaystyle a}}→{\displaystyle \mathbb {C} } هولومورفیک باشد و حد
{\displaystyle \lim _{z\to a}(z-a)^{n}f(z)}
موجود و مخالف صفر باشد.
نقطهٔ {\displaystyle a} یک قطب از مرتبهٔ {\displaystyle n} از {\displaystyle f} است اگر و تنها اگر جملات بسط سری لوران {\displaystyle f} حول {\displaystyle a} از درجهٔ کوچک‌تر از n- صفر باشند و جملهٔ درجهٔ -n صفر نباشد.
یک قطب از مرتبهٔ صفر یک تکین برداشتنی است. در این حالت حد lim{\displaystyle z}→{\displaystyle a} {\displaystyle f(z)}  به صورت یک عدد مختلط وجود دارد. اکر مرتبهٔ قطب بزرگ‌تر از 0 باشد، آنگاه lim{\displaystyle z}→{\displaystyle a} {\displaystyle f}({\displaystyle z}) = ∞.
اگر مشتق اول تابع {\displaystyle f} یک قطب ساده در {\displaystyle a} داشته باشد، آنگاه {\displaystyle a} یک نقطهٔ انشعاب {\displaystyle f} است. (عکس آن ممکن است برقرار نباشد).
نقطهٔ تکینی که برداشتنی یا قطب یا نقطهٔ انشعاب نباشد یک تکین اساسی نامیده می‌شود.
یک تابع هولومورفیک که نقاط تکینش فقط قطب هستند مرومورفیک نامیده می‌شود.